# William Winter (Schachspieler)
William Winter (* 11. September 1897 in Medstead; † 18. Dezember 1955 in London) war ein englischer Schachspieler und zweifacher britischer Meister. 1950 wurde ihm der Titel eines Internationalen Meisters verliehen.

## Leben
Winter war ein Neffe mütterlicherseits des Schriftstellers J. M. Barrie. Das Schachspiel erlernte er im Alter von 12 Jahren von seinem Vater und trat im Alter von 15 Jahren dem City of London Ches Club bei. Er nahm ein Studium der Rechtswissenschaft an der University of Cambridge auf, das durch seinen Militärdienst bei der Honourable Artillery Company unterbrochen wurde. Nach Ende des Ersten Weltkrieges gewann er 1919 die Schachmeisterschaft der Universität und strebte, gegen den Willen seiner Familie, eine Karriere als Profispieler an. Eine Anstellung als Solicitor bei einer Londoner Firma gab er nach kurzer Zeit auf, führte das Leben eines Bohémien und agitierte für den Kommunismus. Wegen aufrührerischer Reden wurde er 1921 zu einer sechsmonatigen Gefängnisstrafe verurteilt.
1925 nahm er erstmals an der Landesmeisterschaft teil und belegte den 5. Platz. 1931 kam er hinter Fred Dewhirst Yates auf den mit Mir Sultan Khan geteilten 2. Platz. Den Titel des britischen Meisters errang er schließlich 1935 und 1936. Bis 1951 nahm er weiterhin an Landesmeisterschaften teil.
1928 gewann er ein Turnier in Scarborough vor Edgard Colle. Ansonsten landete er bei internationalen Turnieren meist im Mittelfeld, konnte jedoch in einzelnen Partien bekannte Spieler wie Aaron Nimzowitsch, Savielly Tartakower und Milan Vidmar besiegen. Beim Turnier in London 1927 kam er auf Platz 6 (geteilt mit Richard Réti), in Łódź 1935 gelangte er auf Platz 5 (geteilt mit Lajos Steiner). Winters Spielstil war solide und durch die Lehren von Siegbert Tarrasch beeinflusst.
Für England spielte Winter bei vier Schacholympiaden: 1930, 1931, 1933 und 1935. Dabei erzielte er insgesamt 35,5 Punkte aus 61 Partien (+17 =37 −7). Für die Schacholympiade 1937 war er nominiert, konnte aber nicht teilnehmen, weil er seinen Reisepass verloren hatte. Beim Radio-Match England gegen die Sowjetunion 1946 konnte er eine Partie gegen David Bronstein gewinnen, verlor jedoch die zweite Partie. In Wettkämpfen gegen die Tschechoslowakei und die Sowjetunion 1947 spielte er 1:1 gegen Jaroslav Šajtar und verlor 0,5:1,5 gegen Igor Bondarewski.
Als Schachjournalist schrieb er für den Manchester Guardian und den Daily Worker. Neben seiner schriftstellerischen Tätigkeit verdiente er sich Geld hinzu, indem er im St. George’s Cafe in London gegen Amateure spielte.
Seine beste historische Elo-Zahl von 2589 erreichte er im Mai 1928.
Winter, der zeitlebens mit gesundheitlichen Problemen zu kämpfen hatte und auch dem Alkohol nicht abgeneigt war, verstarb im Alter von 58 Jahren an Tuberkulose.

## Schriften
- Modern Master-play (1929, zusammen mit Fred Dewhirst Yates)
- Chess for Match Players (1936)
- Kings of Chess (1954)